# Малая Липовка
Ма́лая Ли́повка — деревня в Вельском районе Архангельской области, административный центр муниципального образования «Липовское».

## Географическое положение
Деревня расположена в 98 км на северо-запад от Вельска, в 32 км от федеральной автотрассы М8 «Холмогоры». Деревня находится на левом берегу реки Пуя, притока Ваги. 
Часовой пояс
Малая Липовка, как и вся Архангельская область, находится в часовой зоне МСК (московское время). Смещение применяемого времени относительно UTC составляет +3:00.

## Население
| 2002 | 2010 | 2012 | 2014 |
| ---- | ---- | ---- | ---- |
| 316  | ↘288 | ↗290 | ↗342 |

## История
Указана в «Списке населённых мест по сведениям 1859 года» в составе Шенкурского уезда Архангельской губернии как три деревни: «Малая Липовка», «Большая Липовка» и «Одинская». В совокупности они насчитывали 45 дворов, 210 жителей мужского пола и 220 женского. В деревне Малая Липовка находилось Волостное и Сельское Управление.
В «Списке населенных мест Архангельской губернии на 1 мая 1922 года» в деревнях «Малая Липовка» и «Большая Липовка» уже 102 двора, 228 мужчин и 308 женщин..
В деревне находилась часовня, построенная в 1855 году и освященная в честь мученицы Антиппы. Часовня была приписана к Уздренскому приходу.

## Инфраструктура
Предприятия, расположенные на территории посёлка (со среднесписочной численностью работников) на 1 января 2014 года:
- МУП "Липовка" (20);
- Крестьянское хозяйство "Липовское" (21).

В деревне расположена электрическая подстанция производственного отделения «Вельские электрические сети» ПС 35/10 № 218 Большая Липовка. Введена в эксплуатацию в 1975 году, оснащена двумя трансформаторами по 1.6 МВА.
Через деревню проходит автодорога регионального значения «Долматово — Няндома — Каргополь» (Р2).